# Giovanni Battista Fontana
Pour les articles homonymes, voir Fontana.
Giovanni Battista Fontana (né vers 1589 à Brescia, mort en 1630 à Padoue) est un violoniste et compositeur italien baroque de la fin du XVIe et du début du XVIIe siècle.

## Biographie
Les seules informations qui nous sont parvenues sur sa vie proviennent de la préface de ses Sonate a 1, 2 ,3 per il Violino o Cornetto, Fagotto, Chitarrone, Violincino o simile atri Strumenti, unique opus posthume, imprimé à Venise en 1641. Il travaille successivement à Venise, Rome et Padoue. Décrit comme « l'un des plus fantastiques violonistes et virtuoses de son temps », surnommé de son vivant « dal Violino », il se voit dédier en 1608 une sonate par le compositeur brescian Cesario Gussago. Il meurt lors de l'épidémie de peste de 1630.
Son livre de sonates est l'un des premiers du genre. Le style, bien que hérité de celui de la canzona (style dont Girolamo Frescobaldi fut l'un des plus brillants représentants), affiche une modernité dont l'aspect le plus remarquable est l'instrumentarium, à propos duquel Fontana est particulièrement précis. 
Il couple souvent le violon et la dulciane (proche ancêtre du basson), en donnant à celle-ci un rôle affranchi de la basse continue, solistique à bien des égards ; la diversité des timbres induite par ces indications d'instruments peut laisser supposer une bien plus grande variété de sonorités dans la musique du début du XVIIe siècle qu'on ne l'entend dans la plupart des interprétations actuelles.
Son écriture pour violon est très virtuose dans l'acception de l'époque, avec d'une part une vélocité dans certains passages qui demande de la part de l'interprète une grande précision (les valeurs de notes vont jusqu'à la fusella, actuelle triple croche, dans un tempo ordinario), et d'autre part les passages adagio qui nécessitent comme chez Frescobaldi un jeu très expressif, parfaite imitation de la voix chantée, demandant au violoniste une technique d'archet irréprochable.

## Œuvres
- Sonate a 1, 2, 3 per il Violino o Cornetto, Fagotto, Chitarrone, Violincino o simile altri Strumenti, Venise, 1641, (recueil de 18 sonates pour divers instruments (violon, cornet, basson, archiluth, « violincino », ou autres, avec de une à trois parties solistes sur une basse continue).